# Corrida às compras

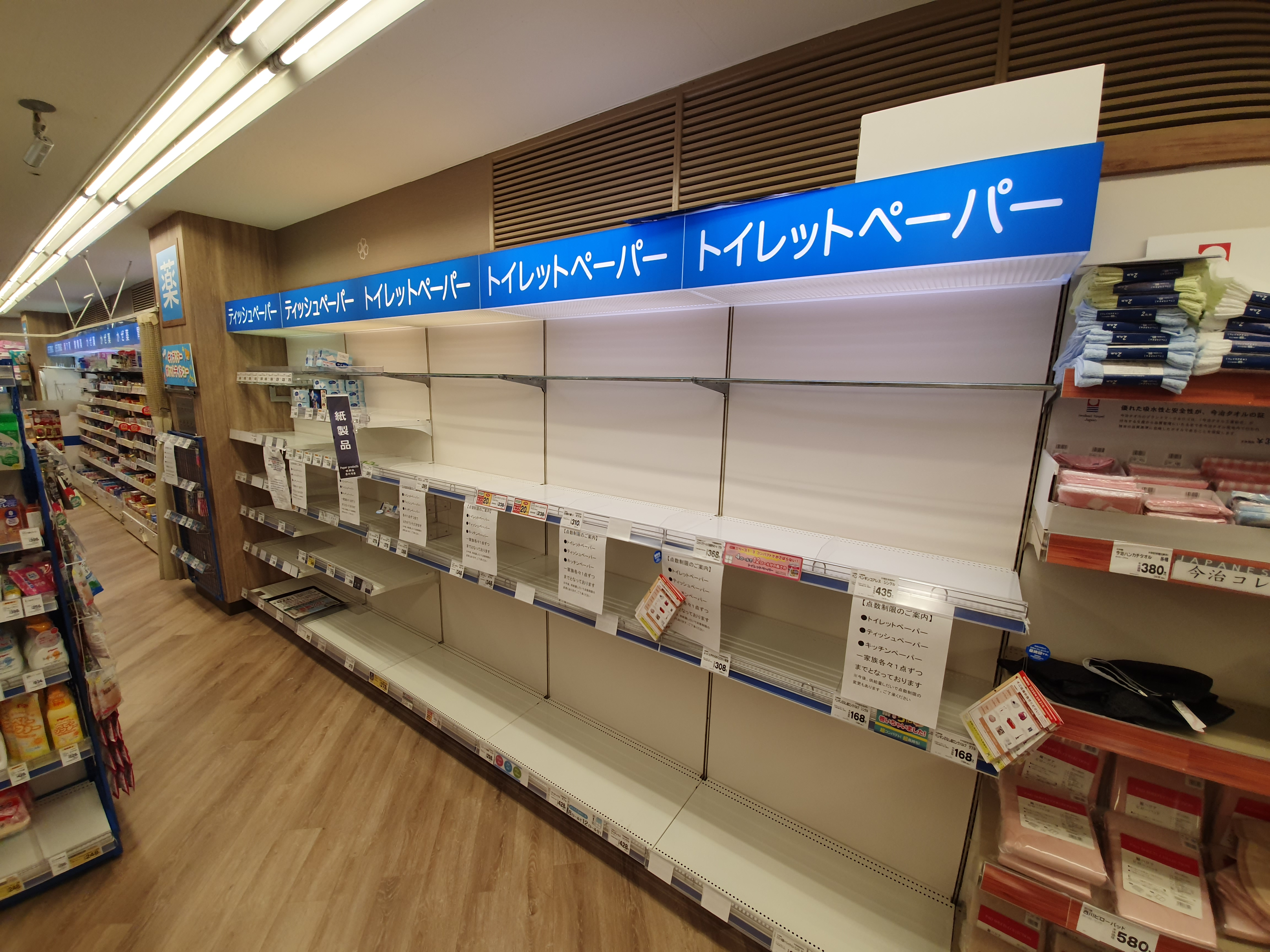
Prateleiras vazias após uma corrida às compras no Japão desencadeada pela pandemia de COVID-19, em março de 2020.

Designa-se por corrida às compras o açambarcamento feito pelos consumidores de um ou mais produtos através da sua compra em quantidades invulgarmente grandes, antecipando-se à sua eventual escassez, frequentemente causada por um desastre em perspetiva ou pelo esperado aumento de preço ou dificuldade de produção ou fornecimento.
Este fenómeno é de grande interesse na teoria do comportamento do consumidor, um amplo campo de estudo económico que procura estudar as razões para a "ação coletiva como fads e modas, movimentos de mercados de valores, aumento nas compras de bens de consumo, compras excessivas, açambarcamento e pânicos bancários."
As corridas às compras podem ter como alvo escassezes verdadeiras ou motivadas por ondas de pânico.

## Exemplos
A lista seguinte exemplifica alguns fenómenos de corrida às compras ocorridos em ondas de pânico:
- Fome de 1943 em Bengala[3]
- Crise dos mísseis de Cuba de 1962, com a compra de comida enlatada nos Estados Unidos[4]
- A crise do petróleo de 1979, que conduziu a um pânico com a compra de combustíveis.[5]
- Problema do ano 2000[6][7]
- Em janeiro e fevereiro de 2003, durante o surto de SARS, vários episódios de corridas às compras de diversos produtos (incluindo sal, arroz, vinagre, azeite, antibióticos, máscaras, e artigos de medicinas tradicionais) ocorreram na província chinesa de Cantão e em regiões vizinhas como Hainan e Hong Kong.[8]
- Protestos por aumentos dos combustíveis em 2000 e 2005 no Reino Unido, que levaram ao açambarcamento de combustíveis e outros bens, como lâmpadas[9][10]
- Explosões na fábrica petroquímica de Jilin de 2005 na China: os bens comprados foram água e comida[11]
- Desastre de Buncefield em 2005[12][13]
- Pandemia do coronavírus de 2019-2020: máscaras médicas, desinfetante com álcool em gel, comida e papel higiénico.[14][15]